# Comuna Voznesenka, Burîn
Voznesenka (în ucraineană Вознесенка) este o comună în raionul Burîn, regiunea Sumî, Ucraina, formată din satele Korenivka, Soroka și Voznesenka (reședința).

## Demografie
Componența lingvistică a comunei Voznesenka
     Ucraineană (98,62%)
     Rusă (1,23%)
     Alte limbi (0,15%)
Conform recensământului din 2001, majoritatea populației comunei Voznesenka era vorbitoare de ucraineană (98,62%), existând în minoritate și vorbitori de rusă (1,23%).